# فار کرای انتقام
فار کرای انتقام (به انگلیسی: Far Cry Vengeance) یک بازی تیراندازی اول شخص است که در ۱۲ دسامبر ۲۰۰۶ توسط شرکت یوبی‌سافت برای کنسول وی منتشر شد.

## خلاصه داستان
بازی با صحنه‌ای آغاز می‌شود که جک کارور، شخصیت اصلی داستان، در یک بار توسط زنی به نام کید مورد توجه قرار می‌گیرد. کید از او می‌خواهد که بعداً با هم ملاقات کنند. جک موافقت می‌کند، اما قبل از ملاقات دستگیر می‌شود. در زندان متوجه می‌شود که کید با گروهی از شورشیان همکاری می‌کند. او به زودی زمانی فرار می‌کند که مردی با توانایی‌های ماوراءطبیعی به نام سمرو به کلانتری حمله می‌کند.
جک در نهایت کید را در ساحل ملاقات می‌کند و او را به جزیره‌ای می‌برد که شورشیان از کید خواسته‌اند محموله‌ای اسلحه را تحویل دهد. در میانه این مأموریت، شورشیان به جک و کید خیانت می‌کنند. این دو موفق به فرار می‌شوند و بخش عمده‌ای از بازی از این نقطه به بعد حول محور حمله به شورشیان می‌چرخد.
در ادامه، کید توسط سمرو اسیر می‌شود که قصد دارد او را به پایگاه شورشیان بازگرداند. جک سعی می‌کند مانع او شود، اما با هجوم تعداد زیادی از شورشیان مواجه می‌شود. او از طریق جنگل فرار می‌کند و با مردی به نام کیِن دو ملاقات می‌کند که از جک درخواست کمک علیه شورشیان را دارد.
پس از چندین درگیری با شورشیان، کیِن دو توسط نیروهای شورشی اسیر می‌شود. جک آن‌ها را تا پایگاه اصلی شورشیان تعقیب می‌کند، جایی که جسد کیِن دو را در پای کوهی که پایگاه روی آن قرار دارد پیدا می‌کند. جک از کوه بالا می‌رود و در مسیر با سربازان شورشی می‌جنگد. وقتی به پایگاه می‌رسد، سمرو و کید را پیدا می‌کند و متوجه می‌شود که کید با سمرو همکاری می‌کرده است. جک موفق می‌شود ابتدا سمرو و سپس کید را شکست دهد.